# Gold Beach
Gold Beach – miasto w Stanach Zjednoczonych, w stanie Oregon, siedziba administracyjna hrabstwa Curry.